# Legnano Frogs
Legnano Frogs (español: Ranas de Legnano) es un equipo de fútbol americano de Legnano, Provincia de Milán (Lombardía, Italia).

## Historia
El equipo fue fundado como Busto Arsizio Frogs en 1977 por un grupo de jóvenes que habían pasado unas vacaciones en los Estados Unidos de América y que se habían aficionado al fútbol americano. Eligieron el nombre después de ver una película en el cine titulada Frogs. En 1980 cambiaron de nombre a Gallarate Frogs, y en 1987 al actual Legnano Frogs.
Han ganado 6 campeonatos de liga italiana y una Copa de Italia.
En competición europea, vencieron en el Eurobowl de 1989.  